# Insegna dei due ordini
L'Insegna dei due Ordini, o Fascia dei due Ordini (in portoghese Banda das Duas Ordens o Banda da Gra-Cruz Duas Ordens) era un'onorificenza istituita nel 1789 dalla regina Maria I del Portogallo, che creò una decorazione che riuniva gli ordini militari di Cristo, di San Benedetto d'Avis ed anche di San Giacomo della Spada. Fu abolito nel 1910 e poi restaurato nel 1931 ed infine cessato nel 1962.

## Storia

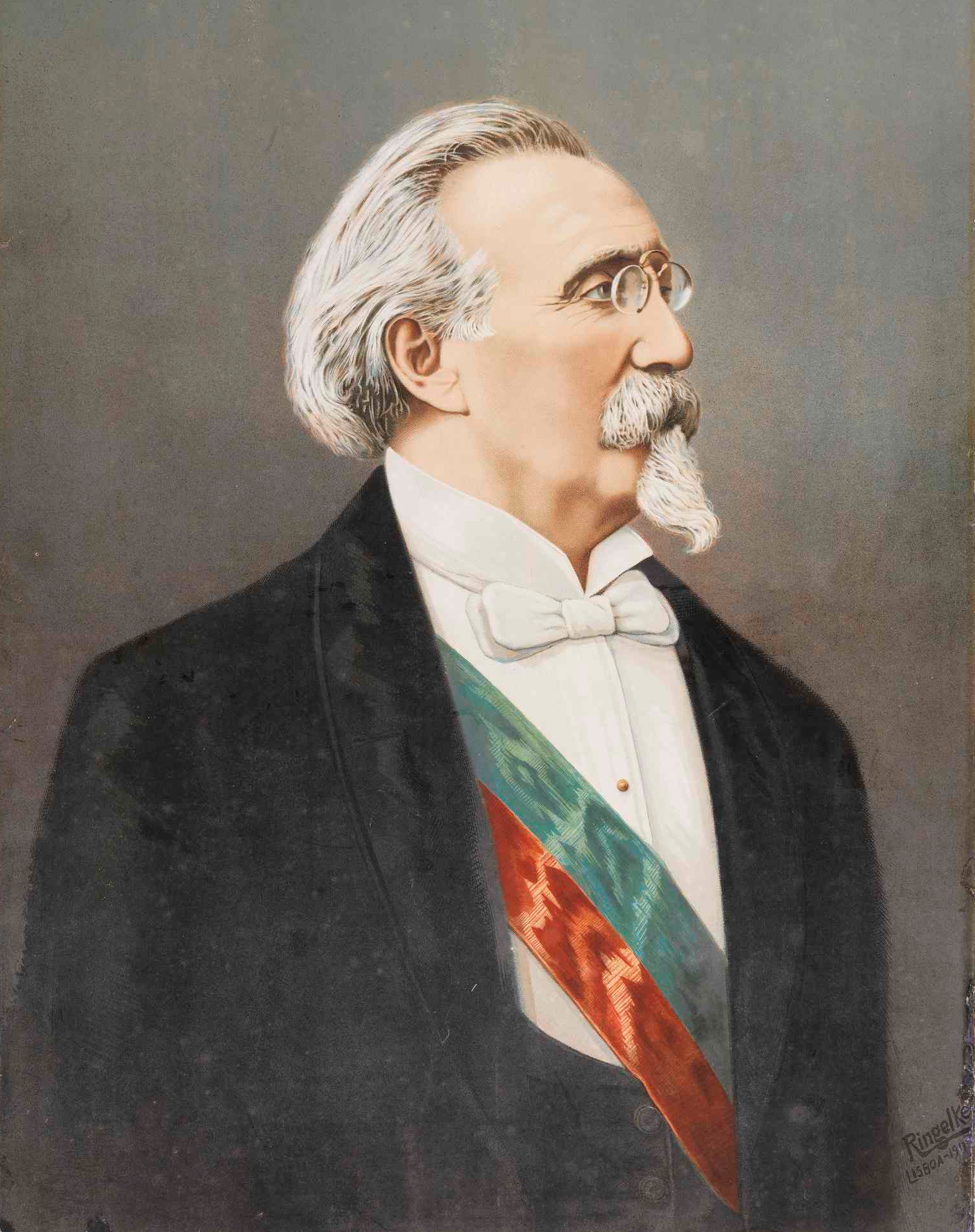
Il presidente Manuel de Arriaga con la fascia dell'Insegna dei due ordini.

L'Insegna dei due ordini è un ordine istituito con la riforma delle insegne degli ex ordini militari, nel 1789, dalla regina Maria I del Portogallo, la quale creò contemporaneamente l'onorificenza della Fascia dei tre ordini, destinata ad diventare la decorazione più alta del regno e della repubblica portoghese. L'ordine, che riuniva gli ordini militari di Cristo e San Benedetto d'Avis, fu concesso di diritto agli infanti e principi portoghesi e, dal 1823 a principi e infanti stranieri. Successivamente, fu inclusa anche l'insegna dell'Ordine di Santiago. L'insegna dell'ordine infatti presenta a coppie i colori rosso, verde e rosa, rispettivamente l'Ordine militare di Cristo, l'Ordine militare di San Benedetto d'Avis e l'Ordine di San Giacomo della Spada. Dopo la rivoluzione e la caduta della monarchia portoghese, nel 1910, l'ordine fu abolito, insieme a tutti gli ordini militari, ad eccezione dell'Ordine della Torre e della Spada. Ripristinata nel 1931, la Fascia dei Due Ordini, di Cristo e di Avis, poteva essere indossata dal presidente della Repubblica, nella sua qualità di gran maestro degli Ordini Onorari, e conferita a eminenti personalità straniere, sempre su iniziativa del capo dello Stato. La fascia cessò poi nel 1962 . Tra gli insigniti:
- Guglielmo di Prussia [3]
- Luigi Filippo Roberto d'Orléans
- Giorgio V del Regno Unito [4]
- Carlotta di Lussemburgo
- Taisho del Giappone [5]
- Edoardo VIII del Regno Unito [4]
- Fārūq I d'Egitto
- Marcos Pérez Jiménez
- René Coty